# Golfpark Sint Nyk
Golfpark Sint Nyk is een 18-holes championship golfbaan nabij Sint Nicolaasga in Friesland, Nederland.

## Geschiedenis
Golfpark Sint Nyk ontstond eind jaren ’80 op initiatief van Jonkheer van Eysinga in samenwerking met Burggolf. Leden maakten al gebruik van de overdekte driving-range voordat de baan officieel opende in september 1990.

## Ontwerp
De 18-holes routing is ontworpen door golfbaanarchitect Alan Rijks in samenwerking met Baron Paul Rolin. De baan beslaat ruim 6 000 m in totaal en speelt als Par 72.

## Baan
De 18 holes lopen afwisselend door bos, langs karakteristieke Friese houtwallen en over open weilanden.
- Variatie in terrein: waterhindernissen, bosrijke stukken en weidse velden.
- Strategische hazards: bunkers en waterpartijen belonen nauwkeurigheid en tactisch inzicht.
  - Hole 14 – dogleg Par 4 met een fraaie bunkerrij en drie iconische bomen in de hoek.
  - Hole 15 – langste Par 4; afslag over water naar een smalle fairway, omgeven door bos.

- Driving-range overdekt, tot circa 300 m.
- Oefengreens: aparte putting- en chippinggreen.

## Onderhoud en beheer
De baan is in onderhoud bij de Hollandsche Greenkeeping Maatschappij (HGM), onderdeel van de Hollandsche Golfbaan Exploitatiemaatschappij (HGE)

## Locatie en bereikbaarheid
Golfpark Sint Nyk ligt net ten zuiden van Sint Nicolaasga, vlak bij het Tjeukemeer.  Bereikbaar via de A6/A7, afslag Legemeersterweg; na ongeveer 2,5 km bevindt de golfclub zich aan de rechterkant.